# Ronald Lopatni
Ronald Lopatni (ur. 19 maja 1944 w Zagrzebiu, zm. 5 maja 2022 tamże) – chorwacki piłkarz wodny, w barwach Jugosławii złoty medalista olimpijski z Meksyku.
Mierzący 188 cm wzrostu zawodnik w 1968 roku wspólnie z kolegami triumfował w rywalizacji waterpolistów podczas XIX Letnich Igrzysk Olimpijskich w mieście Meksyk. Ponadto brał udział w XX Letnich Igrzyskach Olimpijskich Monachium 1972 (piąte miejsce). Dwukrotnie był brązowym medalistą mistrzostw Europy (1966 i 1970).